# Siegfried – Die Sage der Nibelungen
Siegfried – Die Sage der Nibelungen (Originaltitel: Sigfrido) ist ein italienischer Fantasyfilm, der unter der Regie von Giacomo Gentilomo das Nibelungenlied ins Bild setzt. Das Werk kam mehrere Jahre nach seiner Entstehung am 13. März 1962 in deutsche Kinos. Alternativtitel ist Siegfried – Die Nibelungensaga.

## Handlung
Siegfried steht in der Blüte seiner Jahre und tötet auf der Suche nach dem Schatz der Nibelungen dank seines unbesiegbaren Schwertes einen Drachen, in dessen Blut er dann badet; auch seine daraus resultierende beinahe Unverwundbarkeit macht ihn zum tapfersten Kämpfer seiner Zeit. Nach der Entdeckung des Ringes und mit der Tarnkappe von Alberich begibt er sich an den Hof des Königs von Burgund, Gunther, gewinnt das Turnier um die Hand der schönen Kriemhild, der Prinzessin, erhält aber in Hagen von Tronje, der ihm im Zweikampf unterlegen ist, einen unversöhnlichen Gegner.
Gunther wird bei seiner Reise nach Island, um die schöne Brunhild zu unterwerfen, von Siegfried unterstützt, der seine Tarnkappe einsetzt. Brunhild verweigert sich Gunther, als sie von dessen Tricks erfährt und schwört Rache. Hagen, mittlerweile auf Brunhilds Seite, entlockt Kriemhild das Geheimnis Siegfrieds: er hat eine verwundbare Stelle an der Schulter. Auf einem Jagdausflug tötet er seinen Feind. Doch auch Hagen kommt beim Versuch, sich des Schatzes zu bemächtigen, in der einstürzenden Grotte um. Brunhild begeht Selbstmord.

## Kritik
„Der Film ist schlicht und entspricht nicht der Erhabenheit der Wagnerschen Tragödie, die sein Anlass ist. Die Farbgebung wirkt ölig“, kommentierten Segnalazioni Cinematografiche.
Der freien Nacherzählung, der es vor allem auf bunte und banale Schauwerte ankommt, schwankt in der Gestaltung ständig zwischen Realistik und Sagenhaftigkeit und orientiert sich musikalisch an Wagner. Die Person Hagens sei in diesem Film stark verändert, meinen Ronald M. Hahn/Volker Jansen und Norbert Stresau. Hier sei er ein gewöhnlicher, neidzerfressener Bösewicht, der keinen anderen Gedanken habe, als den Schatz der Nibelungen in seinen Besitz zu bekommen.